# ياكوب أوني لارسون
جاكوب أوني لارسون (بالسويدية: Jacob Une Larsson)‏ (8 أبريل 1994 السويد - ) هو لاعب كرة قدم سويدي، يلعب كمدافع، شارك في كرة القدم في الألعاب الأولمبية الصيفية 2016.

## وصلات خارجية
جاكوب أوني لارسون على موقع الاتحاد الأوربي (الإنجليزية)
- جاكوب أوني لارسون على موقع اتحاد السويد (السويدية)
- جاكوب أوني لارسون على موقع قاعدة بيانات كرة القدم.إي يو (الإنجليزية)
- جاكوب أوني لارسون على موقع ناشيونال فوتبول تيمز (الإنجليزية)
- جاكوب أوني لارسون على موقع Soccerway.com (الإنجليزية)
- جاكوب أوني لارسون على موقع عالم كرة القدم.نت (الإنجليزية)
- جاكوب أوني لارسون على موقع أوليمبيديا (الإنجليزية)
- جاكوب أوني لارسون على موقع اللجنة الأولمبية السويدية (السويدية)